# Morti nel 1238
| Questa pagina contiene informazioni ricavate automaticamente dalle voci biografiche con l'ausilio del template Bio e di un bot. L'aggiornamento è periodico e automatico e ricostruisce completamente la pagina. Se manca una persona in questa lista, sei pregato di non aggiungerla, ma accertati piuttosto che la sua voce biografica contenga il template Bio e che i dati anagrafici siano correttamente compilati. Se il template Bio manca, inseriscilo tu stesso o, in alternativa, metti l'avviso {{tmp\|Bio}} che ne segnala la mancanza. Se i dati riportati sono sbagliati, correggi direttamente la voce biografica; le modifiche saranno visibili in questa lista entro pochi giorni. Per chiarimenti vedi il progetto biografie. La lista contiene solo le 14 persone che sono citate nell'enciclopedia e per le quali è stato implementato correttamente il template Bio. Pagina aggiornata al 10 ago 2025. |

- 4 marzo - Giovanna d'Inghilterra, regina (n. 1210)
- 4 marzo - Jurij II di Vladimir, principe (n. 1188)
- 6 marzo - Al-Malik al-Kamil, sultano curdo
- 19 marzo - Enrico I il Barbuto, duca (n. 1163)
- 10 giugno - Sofia di Wittelsbach, nobile tedesca (n. 1170)
- 21 agosto - Sturla Sighvatsson, condottiero islandese (n. 1199)
- Azriel, filosofo e mistico spagnolo (n. 1160)
- Angelo Barozzi, patriarca cattolico italiano
- Giovanni I di Trebisonda, imperatore bizantino
- Eleazaro di Worms, teologo e mistico tedesco (n. 1176)
- Pietro de Roches, vescovo cattolico francese
- Rubaconte da Mandello, politico italiano
- Sighvatur Sturluson, poeta islandese (n. 1170)
- Ubaldo Visconti di Gallura (n. 1207)